# Нептун (фонтан в Болонье)
Фонта́н «Непту́н» — фонтан в итальянском городе Болонья, расположенный на одноимённой площади (Piazza del Nettuno) и называемый «al Żigànt» («гигант» на одном из итальянских диалектов).
Представляет собой пример маньеризма итальянской придворной элиты середины XVI века.

## История
Строительство фонтана было заказано папским вице-легатом Пьердонато Чези и папским легатом кардиналом Карло Борромео, чтобы символизировать недавнее избрание дяди Борромео папой Пием IV. С целью освобождения места для фонтана на площади был снесён ряд зданий.
Конструкция фонтана была разработана палермским архитектором Томазо Лорети, который начал работу в 1563 году и завершил её в 1565 году. Сам фонтан был построен в 1567 году. Помощником Томазо Лорети был скульптор Джованни да Болонья, который принимал участие в создании одноимённого фонтана во Флоренции.
Фонтан изначально работал от трубопровода, проложенного от источника под названием Ремонда (Fonte Remonda), находящегося на холме недалеко от местечка Сан-Микеле (San Michele). Незадолго до окончания строительства фонтана недалеко от него была построена система сбора воды Conserva di Valverde, сконструированная также Томазо Лорети.
Хотя фонтан задумывался исключительно для украшения площади, вскоре он стал использоваться в практических целях — продавцы овощей с близлежащей площади Piazza Maggiore использовали его для мойки и чистки своих продуктов, а прачки стирали в нём вещи. Даже объявленное муниципалитетом наказание за такое использование фонтана не смогло его спасти от нецелевого использования болонцами. Ситуация усугубилась, когда фонтан стал незаконно использоваться как писсуар: из-за мочи, создававшей вокруг зловоние, в 1604 году он был огорожен высоким металлическим забором с воротами, что предотвратило эти непристойности. Защитная конструкция была снята городской администрацией только в 1888 году.

## Описание
Фонтан в основании имеет три ступени, бассейн выполнен из местного валуна и веронского мрамора. Величественная фигура Нептуна, являющаяся типичным выражением маньеристской театральности, имеет в высоту 420 см. Несколько копий Нептуна разошлись по всему миру.
На четырёх сторонах мраморного бассейна есть четыре надписи на латыни, сообщающие об истории строительства:
- Fori Ornamento;
- Aere Publico;
- Populi Commodo;
- MDLXIIII.

- Фонтан в 1865 году (видна металлическая ограда)
- Фонтан в 1890 году
- Фонтан в 2008 году
- Русалки в нижней части фонтана

## Память
- Трезубец статуи Нептуна вдохновил братьев Мазерати использовать его в качестве эмблемы для своего первого автомобиля — Maserati Tipo 26[итал.]. Логотип был придуман в 1920 году одним из братьев — Марио Мазерати (1890—1981), идею подсказал друг их семьи — Диего де Стерлих[итал.]. До сих пор этот символ является логотипом автомобильной компании Maserati[6].
- Фонтан и его скульптура являются одними из самых знаковых символов города, их изображение можно найти на многих сувенирах, они используются в рекламе.